# Palestine Marathon
Palestine Marathon er en dansk dokumentarfilm fra 2014 instrueret af Johan Blem Larsen og Simon Caspersen efter manuskript af sidstnævnte.

## Handling
To danske kvinder beslutter at arrangere verdens første internationale maratonløb i Palæstina. Ingen af dem aner, hvordan man arrangerer løb, Palæstina har ikke engang 42 sammenhængende kilometer til en rute på grund af den israelske besættelse, men de to kvinder kaster sig alligevel hovedkulds ud i projektet og skaber Palæstinas største sportsbegivenhed til dato.